# 牧原俊幸
牧原 俊幸（まきはら としゆき、1958年7月26日 - ）は、日本のフリーアナウンサーで、元・フジテレビアナウンサー。愛称は「マッキー」。マジマックス所属。

## 来歴・人物
北海道江別市出身。北海道札幌北高等学校、早稲田大学第一文学部卒業。大学では「早稲田大学寄席演芸研究会」とアナウンス研究会に所属。就職活動では、フジテレビのアナウンサー採用試験に加えて、讀賣テレビ放送の入社試験も受けた。
大学卒業後の1983年4月1日付で、松尾紀子とともに、アナウンサーとしてフジテレビへ入社。若手時代には『プロ野球ニュース』でNPB公式戦の試合結果を報告していたが、入社5年目の1988年頃から、進行役やナレーターとして多数のバラエティ番組に出演。『とんねるずのみなさんのおかげです』シリーズでは、長年にわたって「（新・）食わず嫌い王決定戦」の進行役を務めた。フジテレビの系列局・関西テレビの東京支社が制作に関与した番組（『とんねるずのハンマープライス』『SMAP×SMAP』など）にも出演する一方で、週末を中心に、全国向けニュース番組（『FNN NEWSCOM』『FNNスピーク』など）のキャスターをレギュラーで担当したこともあった。
2012年6月28日付で、福井謙二の後任として編成制作局アナウンス室長に就任。その後も『とんねるずのみなさんのおかげでした』の「新・食わず嫌い王決定戦」などで番組出演を続けていたが、2018年の誕生日（7月26日）でフジテレビの定年（60歳）に達したことから、同月31日付で同局を定年退職。翌8月1日から、フリーアナウンサーへ転身した。転身当初は古巣・フジテレビ制作の番組にのみ出演していたが、同年11月3日に関西ローカルで放送された『文化の時間～みんながアレを好きな理由わかりました～』（テレビ大阪）で司会を務めたことを皮切りに、フジテレビおよび系列局以外の放送局が制作する番組にも登場している。
大学時代から北見マキに師事するなどマジックが得意で、フジテレビへの入社後に、地元・江別市での祭りでその腕前を披露したこともある。フリー転身後は、「マッキー牧原」の芸名で、寄席での色物としてマジックやトークを随時披露しており、2018年8月に浅草演芸ホールで催された落語芸術協会下席・昼の部で、初めて寄席に出演している。2019年9月からは、フジテレビ子会社である東京フィルム・メート運営の「マッキーのおしゃべりマジック講座」講師も務める。現在はTAMC（東京アマチュアマジシャンズクラブ）に所属し、ボランティア活動の担当もしている。

## 出演番組

### 出演中
- クイズ!脳ベルSHOW（BSフジ） - 「クイズ!脳ベルダービー」進行
- TOKIO城島 らくらく茂（朝日放送テレビ） - ナレーター
- ミライへの1minute（テレビ西日本） - ナレーター

### 出演した番組

#### フジテレビアナウンサー時代
代表で務めた報道・情報番組
| 期間                             | 期間                               | 番組名                                | 役職                                   | 担当日       |
| -------------------------------- | ---------------------------------- | ------------------------------------- | -------------------------------------- | ------------ |
| 1984年4月2日                     | 1986年3月31日                      | FNNモーニングワイド ニュース&スポーツ | スポーツキャスター                     | 平日         |
| 1984年10月3日                    | 1988年3月30日                      | 3時のあなた                           | 司会                                   | 水曜日       |
| 1986年3月31日                    | 1989年3月31日                      | 美味しんぼ倶楽部                      | 司会                                   | 平日         |
| 1991年4月4日                     | 1991年9月27日                      | おめざめ天気予報                      | キャスター                             | 木・金曜日   |
| 1992年7月4日                     | 1994年3月27日                      | FNNニュース(19時台)                   | キャスター                             | 休日         |
| 1992年7月4日                     | 1994年3月27日                      | FNNニュース・明日の天気               | キャスター                             | 休日         |
| 1992年7月4日                     | 1993年9月26日                      | FNN NEWSCOM                           | キャスター                             | 休日         |
| 1993年10月1日                    | 1994年3月27日                      | FNN NEWSCOM                           | キャスター                             | 金曜日・休日 |
| 1995年4月8日 および 1999年4月3日 | 1996年3月30日 および 2002年3月30日 | FNNスピーク                           | キャスター                             | 土曜日       |
| 1997年9月29日                    | 2002年12月25日                     | めざまし天気                          | 司会                                   | 月～水曜日   |
| 1998年4月4日                     | 2000年3月25日                      | 土曜一番!花やしき                     | 『FNNニュース・土曜朝一番!』キャスター | 土曜日       |
| 2000年4月1日                     | 2002年3月30日                      | FNNニュース                           | キャスター                             | 土曜日(朝)   |
| 2003年1月6日                     | 2003年3月26日                      | めざまし新聞                          | 司会                                   | 月～水曜日   |
| 2003年10月4日                    | 2004年9月25日                      | めざましどようび                      | エンタメキャスター                     | 土曜日       |
| 2012年4月1日                     | 2012年6月24日                      | FNNレインボー発・あすの天気           | シフト勤務キャスター                   | 隔週日曜日   |

バラエティ・スポーツジャンル番組・ドラマ・アニメなど
- 今夜の夜のヒットスタジオDELUXE（1985年4月 - 1989年9月）
- プロ野球ニュース
- カルトQ - 出題・ナレーター
- カノッサの屈辱 - ナレーター
- とんねるずのハンマープライス（関西テレビ放送制作） - ナレーター・前期提供読み。
- とんねるずのみなさんのおかげです - 『食わず嫌い王決定戦』
- 話題にアタック!
- オレたちひょうきん族
- 本気でライバル
- TVブックメーカー - クラブマスター兼ナレーター
- 5年後
- 恋する陪審員
- 晴れたらイイねッ!
- HEY!HEY!HEY! MUSIC CHAMP
- A女E女
- カイジGAME1
- ガチャガチャポン! - 解説・司会役等、時折出演
- SMAP×SMAP（関西テレビ共同制作） - 「関口ツヨシの東京フレンドツヨシ」の副支配人。
- VivaVivaV6 - 初期のコーナー「初めての生V6」、「目分量アワー」の司会。
- アナ☆ログ
- Dr.スランプアラレちゃんSP 〜うほほ〜い!帰ってきちったの巻〜
- キャンパスナイトフジ - 進行
- クイズ!ヘキサゴンII - 問題出題及びナレーター
- トリビアの泉 〜素晴らしきムダ知識〜 - 『トリビアニュース レインボ・一発』担当
- おふくろ、もう一杯 - ナレーション
- アナ★バン!（不定期出演）
- めちゃ×2イケてるッ! - 『笑わず嫌い王決定戦』担当
- 東京五つ星の手みやげ（CS、ナレーション）
- とんねるずのみなさんのおかげでした - 『新・食わず嫌い王決定戦』『ギャラHIGH&LOW』の進行
- ライオンのごきげんよう
- ラスト♡シンデレラ（川柳の声）
- ヨルタモリ - コントゲスト（2015）
- あなたの歌謡リクエスト（BSフジ）- 司会
- 美食への招待状～ミシュランガイド～（フジテレビTWO、フジテレビNEXT、2014 - ） - ナレーター

#### フリーアナウンサーへの転向後（主な出演）
制作局名のない番組はいずれも、フジテレビ制作の番組。
- 超逆境クイズバトル!! 99人の壁 - 出題ナレーション
- 痛快TV スカッとジャパン（2019年2月11日） -  ドラマ出演
- さんまのお笑い向上委員会（2018年9月15日 - 9月29日） - マッキー牧原名義でモニター横芸人として出演
- 文化の時間〜みんながアレを好きな理由わかりました〜（テレビ大阪、2018年11月3日） - 壇蜜と共に司会を担当
- クイズ・ドレミファドン!（2019年1月22日） - ナレーター
- 有吉反省会（日本テレビ、2019年1月26日） - 出演。ちなみにかつての同僚・近藤サトは同番組のナレーターを担当。
- ネプリーグ（2019年2月18日）出演
- 笑点 特大号（BS日テレ、2019年3月7日）マッキー牧原名義で出演
- the 脱出（2019年3月10日） - ナレーター
- 東大王（TBSテレビ、2019年5月22日） - 元同僚の富永美樹などと共に「芸能人チーム」の解答者として出演。
- フジテレビ開局60周年記念企画 グレイティストTVショー（2019年3月25日 - 3月29日） - ナレーター
- mit Live News（岩手めんこいテレビ、2019年8月12日 - 13日[9]） - メインキャスター高橋裕二の夏季休暇に伴う代演
- 林先生の初耳学（毎日放送、2019年9月15日） - スタジオゲストとして出演
- 秘密のケンミンSHOW（読売テレビ、2019年11月14日） - 北海道代表ゲストとして出演。ちなみに前述の福井謙二、近藤サト、中野美奈子、久代萌美、久慈暁子（フジテレビ時代の部下）の5人も出演歴がある。また、同じく前述のとんねるずのみなさんのおかげでしたの裏番組でもあったため、一部に実食が使われた。
- 四季彩キッチン（2020年4月6日 - 2023年3月27日） - ナレーター
- TOKIO城島　ほのぼの茂→TOKIO城島　らくらく茂（朝日放送テレビ、2021年4月12日 - ） - ナレーター
- 爆買い☆スター恩返し - ナレーター
- 山下美月卒業コンサート（山下美月の乃木坂46からの卒業コンサート、2024年5月11日） - VTRナレーション

## 同期
- 筒井櫻子
- 中村（牛尾）奈緒美
- 松尾紀子